# Llop ibèric
El llop ibèric (Canis lupus signatus), és una subespècie de llop (Canis lupus) endèmica de la península Ibèrica.

## Descripció
Aquesta subespècie de llop és una mica més petit que els altres llops d'Europa. Els mascles arriben a fer entre 130 i 180 cm de llargada i les femelles entre 130 i 160 cm. L'alçada de creu pot arribar als 70 cm. Els mascles adults pesen generalment entre 30 i 40 kg, i les femelles pesen de 21 a 35 kg.
Tenen el cap gros i massís, orelles triangulars relativament petites i ulls oblicus de color groguenc. El musell presenta unes taques blanques.
El pelatge és heterogeni amb unes franges longitudinals fosques o negres cobrint les potes davanteres, una taca fosca al llarg de la cua i una altra al voltant de la creu. El conjunt d'aquestes taques és el que ha donat a aquesta subespècie el nom signatus, que en llatí significa 'marcat'. Els llobatons quan neixen presenten tons foscos uniformes.

## Dieta
Aquest llop és un dels pocs grans carnívors que existeixen actualment a la península Ibèrica. És un carnívor depredador però ocasionalment menja també fruits silvestres i altres vegetals.
El doctor Félix Rodríguez de la Fuente va fer diversos estudis sobre la seva dieta i va determinar que a més de senglars, cérvols i altres grans i petits mamífers, les ovelles representaven un 35% de la seva dieta.

## Distribució
En un principi habitava tota la península Ibèrica; actualment les seves poblacions més importants estan al nord del riu Duero (Castella i Lleó, Galícia, Cantàbria i Astúries). En els darrers 100 anys aquests animals van patir una persecució sistemàtica.
El nombre total d'individus d'aquesta subespècie de llop oscil·la segons les fonts entre els 1.500 als 2.000 individus. S'han localitzat exemplars més cap al sud com en el Sistema Central i en el Sistema Ibèric incloent la Comunitat de Madrid (2013). El 2023 hi ha notícies que al Baix Aragó, tocant el Matarranya i els Ports de Beseit, una parella de llop ibèric i llop itàlic podrien creuar-se.
Actualment és un animal oficialment protegit. El 2018 el Tribunal Suprem de la Junta de Castella i Lleó paralitzà la resolució que permetia la caça durant les temporades 2016-2019.

## Galeria d'imatges

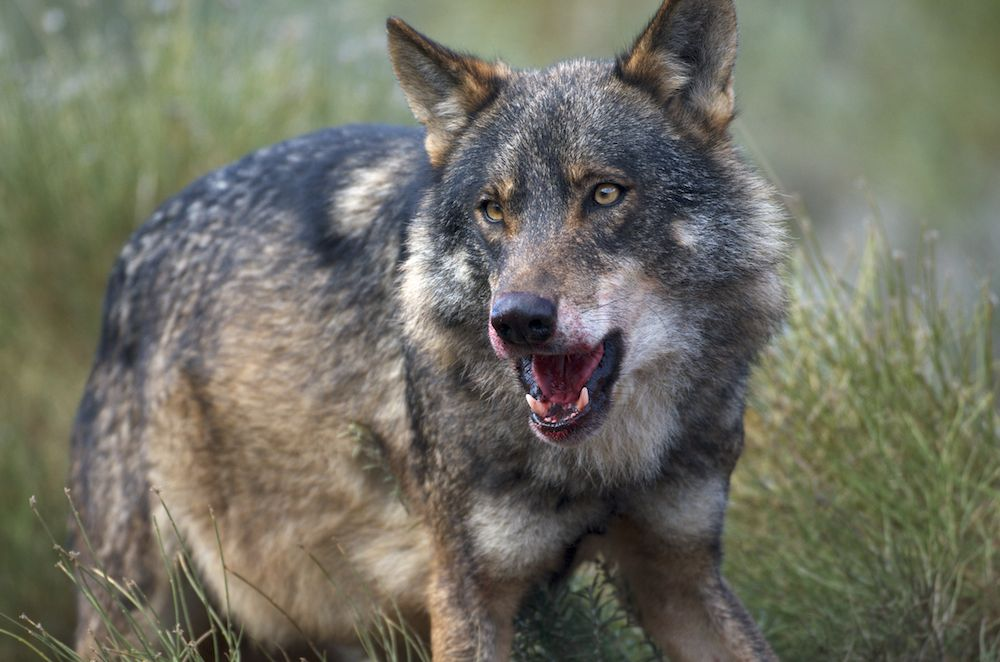
Mascle alfa
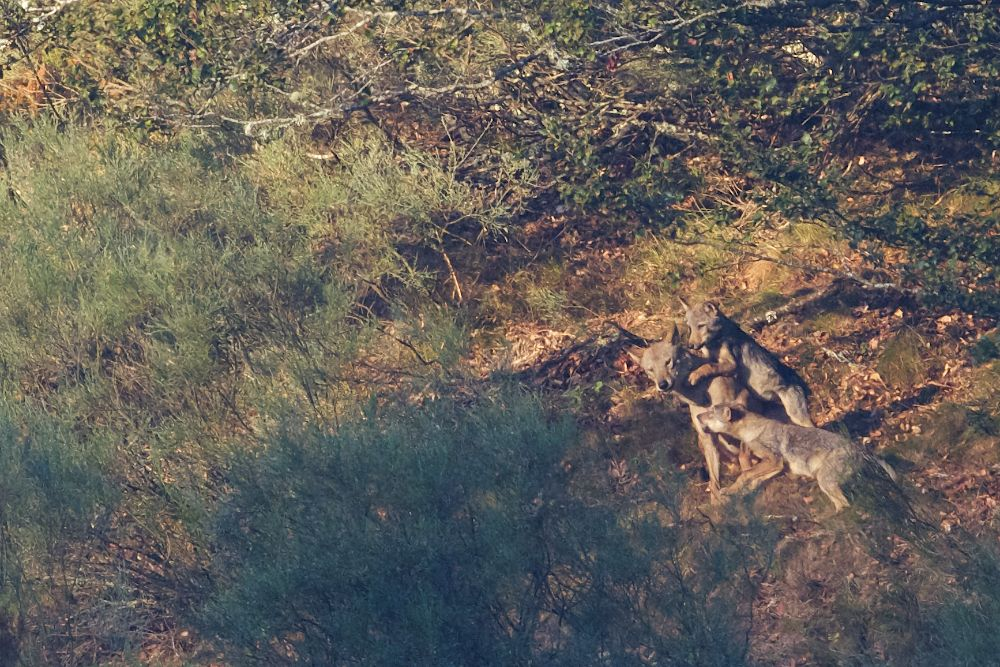
Cadells de llop ibèric
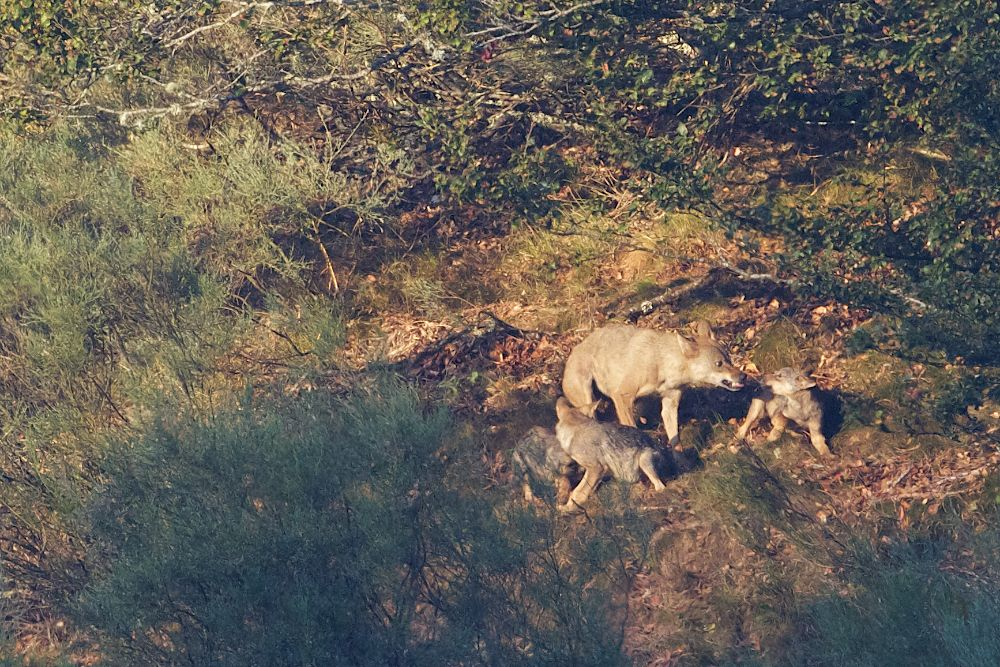
Femella alfa de llop ibèric que regurgita carn per als seus cadells